# Pétur
Pétur ist ein isländischer männlicher Vorname. Die färöische Variante ist Petur.

## Herkunft und Bedeutung
Pétur ist die isländische Form des altnordischen Namens Pétr und leitet sich daher ebenfalls vom Namen Petrus ab.

## Namensträger
- Pétur Guðmundsson (Basketballspieler) (* 1958), isländischer Basketballspieler
- Pétur Guðmundsson (Leichtathlet) (* 1962), isländischer Kugelstoßer
- Pétur Gunnarsson (* 1947), isländischer Schriftsteller und Übersetzer
- Pétur Maack (* 1990), isländischer Eishockeyspieler
- Pétur Ormslev (* 1958), isländischer Fußballspieler und -trainer
- Pétur Pétursson (Bischof) (1808–1891), isländischer Bischof und Politiker
- Pétur Pétursson (Fußballspieler) (* 1959), isländischer Fußballspieler und -trainer
- Pétur Sigurðsson (Leichtathlet) (1928–2002), isländischer Leichtathlet
- Pétur Sigurgeirsson (1919–2010), isländischer Bischof und Schriftsteller